# Geranium antrorsum
Geranium antrorsum är en näveväxtart som beskrevs av Carolin. Geranium antrorsum ingår i släktet nävor, och familjen näveväxter. Inga underarter finns listade i Catalogue of Life.